# Bajo de la Alumbrera
Bajo de la Alumbrera es una explotación minera a cielo abierto ubicada en la provincia de Catamarca, aproximadamente en la posición 27°19′7″S 66°36′31″O / -27.31861, -66.60861, en el noroeste de Argentina, gestionada por Minera Alumbrera YMAD-UTE. El objetivo es la extracción de cobre y oro. La exploración del yacimiento comenzó en el año 1997.

## Ubicación

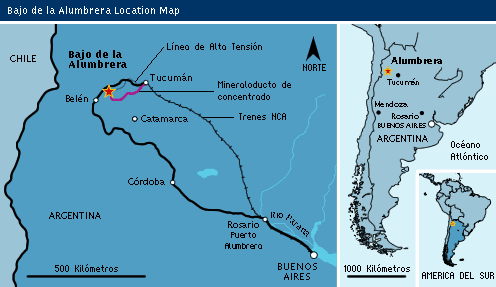
Mapa de ubicación del Bajo de la Alumbrera.

Bajo de la Alumbrera se encuentra al noroeste de la provincia de Catamarca en el departamento Belén, al este de la cordillera de los Andes y a una altitud de 2600 metros sobre el nivel del mar. 
El yacimiento se encuentra a una distancia de 400 km al noroeste de la ciudad de San Fernando del Valle de Catamarca y a 320 km al sudoeste de la ciudad de San Miguel de Tucumán.
La ruta que posibilita el acceso a la mina es la Nacional RN 40 que la comunica con las localidades de Belén, Los Nacimientos y Santa María.

## Derechos de exploración y explotación
Los derechos de exploración y explotación pertenecen a Yacimientos Mineros Agua de Dionisio (YMAD), una sociedad integrada por representantes del Gobierno de Catamarca, la Universidad Nacional de Tucumán y el gobierno nacional. YMCA ha constituido una unión transitoria de empresas con Minera Alumbrera Limited (MAA) para la explotación de la mina.
Las operadoras del proyecto son las empresas mineras Glencore, Goldcorp y Yamana Gold.

## Geología
La zona de emplazamiento de la explotación minera ha sido estudiada en profundidad en varias oportunidades.
La empresa operadora del yacimiento informa:

Bajo de la Alumbrera aflora en un bajo topográfico formado por la erosión diferencial de los distintos halos de alteración que componen el depósito minero. Esta erosión permitió exponer la parte superior del sistema tipo pórfido favorable para su minado. El bajo tiene una superficie de 3.200 metros por 2.200 metros y una elevación central promedio de 2.550 metros sobre el nivel del mar. Se encuentra enmarcado por rocas de composición andesítica del Complejo Volcánico Farallón Negro.

La intrusión de una serie de pórfidos dacíticos a este complejo generó circulación de fluidos hidrotermales a gran escala que alteraron y mineralizaron tanto a las fases intrusivas como a las rocas volcánicas de caja. Mediante un mapeo detallado (J. Proffett 1997, 2004) se pudo definir un total de siete intrusiones separadas, que incluyen fases premineralización, sin mineralización y postmineralización.

## Mineralización
Según informa la empresa Xstrata Copper, operadora del proyecto con anterioridad a la incorporación de empresa Glencore:

Los sulfuros principales son la calcopirita y pirita -con menor proporción de presencia de calcosina- que forman una delgada zona de enriquecimiento desarrollada en la parte superior del depósito, reemplazando a la calcopirita o recubriendo cristales de pirita en zonas con fuerte lixiviación. La calcopirita es el principal mineral de cobre. Se encuentra diseminada y en venillas de distintos tipos y asociaciones mineralógicas.

El oro principalmente se presenta en granos libres (aproximadamente en un 80%), en inclusiones de granos libres adosados en calcopirita (aproximadamente en un 10%). También se presenta en forma escasa en inclusiones de granos libres en pirita.

## Etapas del proceso de explotación
La primera etapa del proceso es la extracción de rocas mediante explosiones controladas, en las sucesivas terrazas del yacimiento y su transporte a la zona de acopio. Desde este sector, mediante cintas transportadoras las rocas se envían a sectores de molienda donde mediante procesos mecánicos se trituran hasta obtener un material similar a arena fina.

El polvo obtenido luego de la molienda se mezcla con agua y se deposita en tanques donde por decantación se diferencian los elementos más pesados de los más livianos. El material concentrado así obtenido se transporta mediante un mineraloducto de 320 km de longitud hasta una planta ubicada en la provincia de Tucumán, donde es filtrado hasta obtener un material con solamente 7% de agua. Por último, el concentrado se transporta por vía ferroviaria hasta el puerto de San Lorenzo, en la provincia de Santa Fe, desde donde se embarca hacia su destino final.

## Críticas y controversias
La etapa de explotación del yacimiento se inició en el año 1997. En el año 1999 un investigador del Instituto Miguel Lillo de Tucumán denunció "la presunta contaminación detectada en la localidad de Ranchillos, ubicada en el este tucumano, como consecuencia del vertido de efluentes provenientes de la planta de secado de la empresa." Las dificultades en la recolección de pruebas y realización de estudios demoraron las acciones legales. En el año 2003, el máximo responsable de la empresa minera fue indagado por la justicia luego de la incorporación a la causa de un informe donde se confirmaba la "contaminación con cobre y cromo cien y diez veces por sobre lo autorizado por la ley nacional" en las muestras de agua analizadas.
En el año 2002 fue denunciado el gobernador catamarqueño por la UCR Oscar Castillo por avalar un convenio para que la minera no pagase regalías mineras adeudadas por 3.5 millones de pesos/dólares.
En el año 2004, un grupo de pobladores de la cuenca del río Vis-Vis, a 2 km de la mina, demandaron a Minera Alumbrera por contaminación, por haber derramado desechos tóxicos a dicho río, sin filtración adecuada, y por lo tanto se vieron perjudicados en su actividad de tal manera que tuvieron que dejar el lugar, razón por la que exigieron el pago de una indemnización. En 2017 la justicia falló en contra de la empresa minera por considerarla responsable del daño ambiental y de las consecuencias sociales derivadas.
En 2006 hubo otra denuncia debido a defectos en el mineraloducto que provocaban contaminación en ríos cerca de la localidad de Aconquija. Esto fue comprobado por la Secretaría de Ambiente de la Nación Argentina en marzo del 2007. A principios de octubre de 2007 la compañía finalmente respondió a las demandas y construyó piletones con el fin de evitar nuevas contaminaciones.
A fines del año 2009, el Dr. Raúl A. Montenegro remitió a los rectores de universidades nacionales y otras autoridades de las casas de altos estudios el trabajo de su autoría titulado "El impacto ambiental y social de minera Alumbrera sobre cinco provincias de Argentina. Antecedentes de violación a normativa vigente y derechos humanos por parte de Alumbrera Limited y sus gerenciadoras (Xstrata Copper, Goldcorp Inc y Yamana Gold). Pedido de rechazo de los fondos procedentes de YMAD destinados a universidades nacionales. Documento para las universidades públicas", con el objetivo de impulsar la discusión académica sobre la problemática de la megaminería y promover que las casas de altos estudios declinaran la aceptación de fondos en carácter de donación provenientes de las empresas mineras.
En mayo del año 2012 se produjeron una serie de incidentes cuando grupos de pobladores y otras personas preocupadas por cuestiones ambientales realizaban cortes de ruta, en el intento de impedir el ingreso de suministros mineros.
En agosto de 2013, el Instituto de Ecología Genética y Evolución de Buenos Aires (IEGEBA) –dependiente del CONICET y la Universidad de Buenos Aires— publicó un trabajo en el que se informaba sobre la contaminación con cobre encontrada en las muestras de agua del canal DP2, en Tucumán, que desemboca en la cuenca del río Salí o Dulce. Los expertos señalaron que “Los efectos negativos del cobre para la salud pública (gastrointestinales) son probables a largo plazo dado la capacidad de este metal de bioacumularse tanto en peces como humanos que consumen la fauna acuática”. En cuanto a las acciones llevadas a cabo por la empresa, el informe afirma que “denotan una gran negligencia en el tratamiento de efluentes”.
En 2016 la minera se vio beneficiada por las medidas adoptadas por el entonces presidente Mauricio Macri que favorecieron a las empresas del sector, al eliminarse las retenciones a las exportaciones. El mismo año, Alumbrera obtuvo subsidios estatales en su tarifa de energía eléctrica, un beneficio cuestionado en el marco del incremento de tarifas que afectó a los usuarios domiciliarios en general.

## Cierre de la mina
Al agotarse las reservas, concluye la actividad extractiva y se produce el cierre de la mina. Esta situación se estima que se producirá hacia fines del año 2017 o durante el año 2018. La finalización de la explotación incluye el desarrollo de acciones de tipo ambiental y de tipo social. Las primeras tienden a mitigar los impactos que la actividad de explotación produjo en el entorno y las acciones orientadas a lo social tienen como objetivo minimizar, entre otras, las consecuencias derivadas de la pérdida masiva de puestos de trabajo.
Bajo de la Alumbrera es uno de los primeros emprendimientos de megaminería en Argentina que llega a la etapa de cierre. Esta situación produce que diversos organismos, instituciones y grupos ambientalistas observen con un alto grado de atención la planificación del cierre y las acciones derivadas, con el objeto de comprobar si efectivamente se cumplen las afirmaciones en cuanto a sustentabilidad argumentadas a lo largo del tiempo.
Si bien el máximo directivo de la Cámara de Empresarios Mineros afirmó que las acciones de cierre deben conducir a "una restauración socioambiental de las áreas utilizadas para que el terreno tenga condiciones similares a las previas al desarrollo de la actividad", este objetivo resulta de alcance improbable, teniendo en cuenta las casi dos décadas de actividad extractiva, a razón de 300 000 toneladas de material estéril extraído diariamente. Sobre este ítem la empresa minera informa un valor de algo más de 90 000 toneladas diarias (34 millones de toneladas anuales).
La normativa vigente define que "El objetivo del cierre de mina consiste en asegurar condiciones ambientales y sociales seguras, sin riesgo para la calidad del medio ambiente y para la salud de las personas". El plan de cierre establece, entre otras líneas de trabajo, que las áreas afectadas a la explotación serán cubiertas con una capa aislante a fin de que los desechos no entren en contacto con el agua y el aire y en otras zonas se implantarán especies nativas a fin de recuperar la cobertura vegetal.
El Informe de Sostenibilidad 2015 dado a conocer por la empresa incluye un capítulo en el que se describen detalladamente las acciones a desarrollar en la etapa de cierre.